# Dawit Manojan
Dawit Manojan (orm. Դավիթ Մանոյան, ur. 5 lipca 1990 w Erywaniu) – ormiański piłkarz występujący na pozycji pomocnika w klubie Kilikia Erewan, reprezentant młodzieżowej i seniorskiej drużyny Armenii.

## Życiorys

### Kariera klubowa
Jest wychowankiem drużyny Pjunika Erywań z którym dwukrotnie zdobył mistrzostwo Armenii i raz Puchar Armenii.
12 lutego 2019 podpisał roczny kontrakt z macedońskim klubem FK Rabotniczki Skopje.

### Kariera reprezentacyjna
W dorosłej reprezentacji zadebiutował 14 lutego 2009 w meczu towarzyskim z Łotwą wchodząc za Edgara Manuczariana.